# انریکو کوستا (فیزیکدان)
 انریکو کوستا (ایتالیایی: Enrico Costa؛ زاده ۱۹۴۴) یک فیزیک‌دان اهل ایتالیا است.